# Amstel
Amstel este un râu din Țările de Jos, care curge prin orașul Amsterdam. Numele râului provine de la Aeme stelle, care în olandeza veche înseamnă „zonă plină de apă”.
Râul este traversat de celebrul pod Magere Brug din Amsterdam, precum și de Blauwbrug, Hoge Sluis și Berlagebrug. Pe malurile sale se află Stopera, clădirea primăriei, opera și teatrul Carré.
Un concert transmis de televiziunea națională are loc anual de Bevrijdingsdag (Ziua Eliberării) pe râu. Tot anual, au loc cursele de canotaj Capul Râului Amstel și Heineken Roeivierkamp. Râul face parte din ruta Paradei Canalului, parada homosexualilor din Amsterdam, efectuată cu care plutitoare.
Berea Amstel a fost botezată tot după el. Fabrica de bere Amstel, ca și multe altele, se afla în apropierea râului Amstel și folosea apa curată din râu pentru a produce berea.

## Geografie
La început, râul începea la confluența pâraielor Drecht și Kromme Mijdrecht, la sud de Uithoorn. După construcția canalului Amstel-Drecht, râul (inclusiv canalul) încep din punctul unde se întâlnesc Drechtul și un alt canal, Aarkanaal, lângă Nieuwveen. Afluenții sunt Kromme Mijdrecht, Bullewijk și Waver.
Râul se varsă la Amsterdam în golful IJ. În 1936, ultima parte a râului, denumită Rokin, a fost astupată, iar râul se termină acum în Muntplein, deși rămâne legat de IJ prin țevi subterane.
Pe râu se află o singură insulă, aflată la 52°17′15″N 4°53′15″E / 52.28750°N 4.88750°E, denumită Amsteleiland (insula Amstel). Singurul drum care duce la ea aparține comunei Ouderkerk aan de Amstel, dar insula însăși face parte din comuna Amstelveen. Suprafața insulei este de circa 0,05 km².

## Locuri denumite după Amstel
Orașul Amsterdam își trage denumirea de la numele râului. El s-a dezvoltat dintr-un sat pescăresc pe nume „Amstelredam”, construit în secolul al XIII-lea de-a lungul unui baraj de la gurile râului. El a primit rangul de oraș pe la 1300. Cătunul a devenit apoi orășelul „Amsteldam”, al cărui nume s-a schimbat apoi în „Amsterdam”.
Zona traversată de râu se numește Amstelland. Orașul și comuna Amstelveen, comuna Ouder-Amstel, orașele Ouderkerk aan de Amstel și Nes aan de Amstel își trag și ele numele de la râu. Amsterdam are o stradă denumită Amstel (care merge de-a lungul râului), o piață denumită Amstelveld și o gară pe nume Amsterdam Amstel.
În fostele colonii olandeze din America de Nord, în 1655 a fost capturat un oraș suedez și botezat Nieuw-Amstel. El se numește astăzi New Castle și se află în statul american Delaware.